# Panerusan Kulon
Panerusan Kulon is een bestuurslaag in het regentschap Banjarnegara van de provincie Midden-Java, Indonesië. Panerusan Kulon telt 2055 inwoners (volkstelling 2010).